# Hvozdec (Berouni járás)
Hvozdec település Csehországban, a Berouni járásban. Hvozdec Osek, Podluhy, Komárov, Chaloupky és Hořovice településekkel határos. Lakosainak száma 266 fő (2024. január 1.).

## Népesség
A település lakosságának változását az alábbi diagram mutatja:
| Lakosok száma | 510  | 468  | 528  | 424  | 292  | 214  | 255  | 249  | 258  | 266  |
|               | 1869 | 1890 | 1921 | 1950 | 1980 | 2001 | 2017 | 2019 | 2022 | 2024 |